# دهستان لیهولا
دهستان لیهولا (به لاتین: Lihula Parish) یک دهستان در استونی است که در شهرستان لنه واقع شده‌است.

## خصوصیات
دهستان لیهولا ۳۶۷٫۳۱ کیلومترمربع مساحت و ۲٬۶۵۲ نفر جمعیت دارد.